# Péricles Chamusca
Péricles Raimundo Oliveira Chamusca (Salvador, 29 de setembro de 1965) é um treinador e ex-futebolista brasileiro que atuava como meio-campista. Atualmente comanda o Al-Taawoun, da Arábia Saudita.
Seu irmão, Marcelo Chamusca, também é técnico e foi bastante tempo auxiliar-técnico de Péricles.

## Carreira

### Início
Antes de ser treinador, Péricles Chamusca foi jogador das categorias de base do Bahia, onde atuou como meio-campista, mas nunca chegou a se profissionalizar. Quando chegou a época da faculdade, optou por deixar o futebol para cursar educação física. Foi aí que surgiu um convite para ser auxiliar de preparação física no tricolor baiano quando ele tinha apenas 23 anos. Pouco depois, foi efetivado e, em 1989, passou sete meses trabalhando com o então treinador da equipe principal, Evaristo de Macedo. Foi quando descobriu sua vocação para ser treinador e passou a trabalhar com os juniores do clube.

### Primeiros clubes
Péricles Chamusca começou sua carreira como treinador em 1994, nas categorias de base do Vitória. Depois comandou equipes como Rio Branco-SP, América-RN, Anápolis, CSA, Corinthians-AL, entre outros.

### Brasiliense e Santo André
Destacou-se dirigindo o Brasiliense, com o qual foi vice-campeão da Copa do Brasil de 2002 e posteriormente levou o Santo André ao inédito título da mesma competição, em 2004. Na final, o time derrotou o Flamengo em pleno Estádio do Maracanã.
Nesta campanha, além da grande final, a partida das quartas de final mereceu destaque. Com grande mostra de superação, o Santo André eliminou o Palmeiras após um empate em 4 a 4 em pleno Palestra Itália. A situação do Santo André não era das mais cômodas. Precisava vencer — ou empatar por um placar superior a três gols. Com apenas nove minutos para o fim da partida, a equipe de Chamusca perdia por 4 a 2. Porém, com gols de Sandro Gaúcho e Tássio, o Santo André acabou eliminando um dos grandes times do futebol nacional.
Para a disputa desta competição, Chamusca, que na época tinha apenas 38 anos, usou como motivação para seus jogadores exemplos como do ex-piloto de Fórmula 1, Ayrton Senna. “Para esse jogo, mostrei alguns vídeos motivacionais para os meus jogadores. Coloquei para eles um documentário sobre o Senna, mostrando que ele procurava sempre passar dos seus limites, buscava o melhor, sempre, em todas as situações. São coisas que trabalho para mexer com os jogadores.”, disse, na época.

### São Caetano
Em seguida passou pelo São Caetano, onde brigou pelo título do Campeonato Brasileiro de 2004 e observou de perto um dos maiores dramas do futebol brasileiro. No dia 27 de outubro, em uma partida entre São Caetano e São Paulo, no Estádio do Morumbi, o zagueiro Serginho, da equipe do ABC, morreu após uma parada cardiorrespiratória durante o jogo. O defensor caiu sozinho em campo, aos 14 minutos do segundo tempo, quando a partida estava empatada por 0 a 0 — o jogo foi suspenso. Ele estava próximo à pequena área de seu time.
Os médicos do São Caetano, Paulo Forte, e do São Paulo, José Sanchez, tentaram reanimar o jogador ainda no gramado, com massagem cardíaca e respiração boca-a-boca. Durante cinco minutos ele foi atendido em campo, antes de ser levado de ambulância até o centro médico do próprio estádio. Em seguida, às 21h 55m, foi levado para o Hospital São Luiz, mas não resistiu.

### Goiás e Botafogo
Após a tragédia, Chamusca deixou o São Caetano e passou por Goiás e Botafogo.

### Oita Trinita
Em 2005, decidiu aceitar um novo desafio em sua carreira e foi para o então desconhecido Oita Trinita. Teve sucesso com o clube japonês e, em quatro anos à frente da equipe, Chamusca não só tirou o time da zona de rebaixamento como conduziu o Oita a uma posição de destaque. Provas disso são os resultados da sua última temporada: além da boa quarta colocação na classificação final da J-League, o time conquistou o título da Copa da Liga Japonesa, a primeira grande conquista da história do clube.
O título veio após a vitória contra o Shimizu S-Pulse por 2 a 0 na decisão. A conquista da Copa Nabisco deu ao Oita Trinita o direito de disputar a Copa Suruga Bank contra o vencedor da Copa Sul-Americana de 2008. O destaque no Japão fez com que Chamusca fosse cotado para comandar a Seleção Japonesa.

### Sport
No dia 30 de julho de 2009, foi anunciado como novo comandante do Sport, que dias antes havia demitido Emerson Leão. Meses depois, no dia 7 de novembro, deixou o comando do rubro-negro pernambucano após a derrota para o Cruzeiro, na Ilha do Retiro, por 3 a 2.

### Avaí
Quase um mês depois de sua saída do Sport, foi contratado pelo Avaí para comandar o clube na temporada de 2010, onde disputaria o Campeonato Catarinense, a Copa do Brasil, a Copa Sul-Americana e o Campeonato Brasileiro.
Na metade do ano de 2010, quase na volta do Avaí para a continuação do Campeonato Brasileiro devido a parada para a Copa do Mundo, Chamusca anunciou que sairia do comando do time para atuar no futebol árabe. Ficou claro que tal decisão deu-se única e exclusivamente por questões financeiras. A proposta era de ganhar o triplo do que estava ganhando naquele momento, algo em torno de R$ 1,5 milhões em seis meses.

### Al-Arabi
Em julho de 2010, Chamusca transferiu-se para o Al-Arabi, do Catar. Pelo clube, conquistou a Copa Sheik Jassem em sua primeira temporada e, em 2011, levou o time a realizar a melhor campanha da Liga Nacional dos últimos 13 anos. O quarto lugar na classificação geral garantiu o Al-Arabi na próxima edição da Liga dos Campeões da AFC, principal competição interclubes do continente.

### Al-Jaish
Em 2011 continuou no Qatar, desta vez comandando o recém-promovido Al-Jaish. Fez grande campanha e terminou a competição com o vice-campeonato, tendo conquistado uma inédita vaga para a Liga dos Campeões da AFC.

### Portuguesa
Em dezembro de 2012, foi confirmado como novo técnico da Portuguesa para a temporada de 2013. Após boa campanha na fase de classificação, Chamusca foi demitido da Lusa após perder para o Comercial por 7 a 0, na segunda fase do Campeonato Paulista - Série A2.

### Coritiba
No dia 30 de setembro de 2013, assumiu o comando do Coritiba até o final da temporada. Foi demitido no dia 17 de novembro, após campanha irregular.

### Júbilo Iwata
No ano seguinte voltou para o Japão, dessa vez para dirigir o Júbilo Iwata, uma das equipes mais tradicionais do país. Fazia boa campanha quando deixou o comando da equipe no final do ano.

### Al-Gharafa
Em 2015 retornou ao futebol árabe para comandar o Al-Gharafa, do Catar. Foi demitido após uma sequência de resultados ruins, sendo substituído pelo uruguaio Diego Aguirre.

### Al-Faisaly
Em outubro de 2018, Péricles Chamusca foi anunciado como novo treinador do Al-Faisaly, da Arábia Saudita. O treinador, que teve passagens vitoriosas por clubes do Catar e dos Emirados Árabes, juntou-se a Fábio Carille, então técnico do Al Wehda, e se tornou o segundo profissional brasileiro na Primeira Divisão da Liga Saudita.

## Títulos
Vitória
- Campeonato Baiano: 1995

CSA
- Campeonato Alagoano: 1999

Santo André
- Copa do Brasil: 2004

Oita Trinita
- Copa da Liga Japonesa: 2008

Avaí
- Campeonato Catarinense: 2010

Al-Arabi
- Copa Sheikh Jassem: 2011

Al-Faisaly
- Copa do Rei: 2020–21[25]

## Estatísticas
| Clube      | Jogos | Vitórias | Empates | Derrotas |
| ---------- | ----- | -------- | ------- | -------- |
| Sport      | 17    | 4        | 5       | 8        |
| Avaí       | 36    | 20       | 8       | 8        |
| Portuguesa | 22    | 14       | 4       | 4        |
| Coritiba   | 12    | 3        | 1       | 8        |